# Aechmea chantinii
Aechmea chantinii,  cebra,  es una especie botánica de bromélida típica de la flora de la selva amazónica  en Brasil, Colombia y del Perú. Es usada como una planta ornamental.

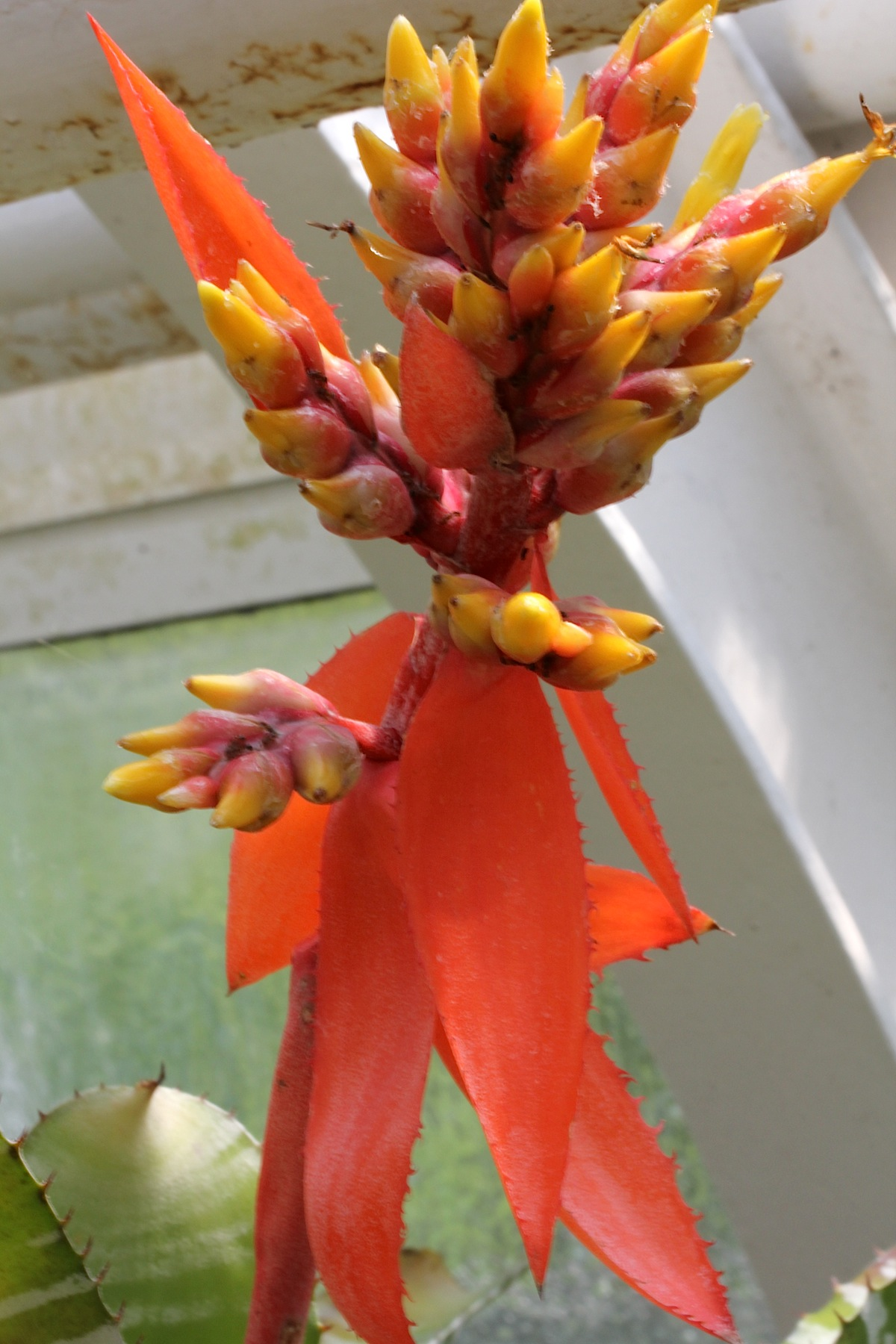
Inflorescencia

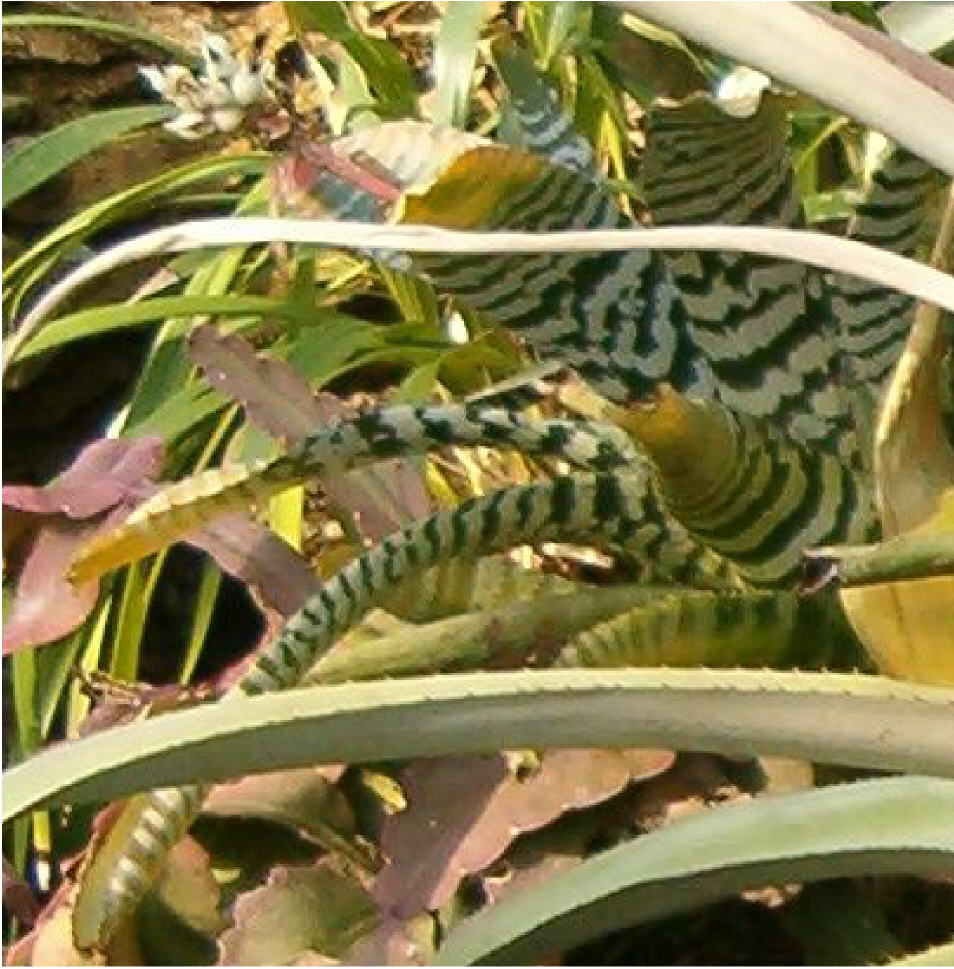
Detalle de la planta

## Descripción
Su tamaño puede llegar hasta los 60 cm de altura. es una vivaz, epífita, acaule, con porte de roseta cónica. Su follaje persistente; hojas carnosas, anchas, rojas en la base. Florece sólo una vez, en verano; escapo floral péndulo. 
Presenta color verde oliva y franjas transversales verdosas oscuras; brácteas péndulas, anaranjadas; flores rojas y amarillas; frutos bayas azules o blancas

## Cultivares
| - Aechmea 'Albright Red' - Aechmea 'Amazonense' - Aechmea 'Amazonia' - Aechmea 'Ash Blonde' - Aechmea 'Bill Barrett' - Aechmea 'Bill Hobbs' - Aechmea 'Black' - Aechmea 'Black Ebony' - Aechmea 'Black Goddess' - Aechmea 'Black Ice' - Aechmea 'Black Magic' - Aechmea 'Black Prince' - Aechmea 'Bob Alonzo' - Aechmea 'Chantata' - Aechmea 'Chantichantha' - Aechmea 'Checkmate' - Aechmea 'Cinnamon Twist' - Aechmea 'Cloudburst' - Aechmea 'Dana J' - Aechmea 'Dark DeLeon' - Aechmea 'Dark Goddess' - Aechmea 'Dennis B.' - Aechmea 'Dwarf' - Aechmea 'Early Bird' - Aechmea 'Echidna' - Aechmea 'Fascini' - Aechmea 'Fia' - Aechmea 'Filip Van Onsem' - Aechmea 'Flamingo' | - Aechmea 'Foster's Chant' - Aechmea 'Francis' - Aechmea 'Friederike' - Aechmea 'Frosty' - Aechmea 'Fulgo-Chantinii' - Aechmea 'Gold Nugget' - Aechmea 'Green Ice' - Aechmea 'Grey Ghost' - Aechmea 'Hapu Ram' - Aechmea 'Harlequin' - Aechmea 'Ilse' - Aechmea 'J.C. Superstar' - Aechmea 'Jackson' - Aechmea 'John Winston' - Aechmea 'Little Harv' - Aechmea 'Mako Santan' - Aechmea 'Midnight Special' - Aechmea 'Morris Henry Hobbs' - Aechmea 'Nigre' - Aechmea 'Noir' - Aechmea 'Norway' - Aechmea 'Olive's Delight' - Aechmea 'Orange Sherbert' - Aechmea 'Pacifica' - Aechmea 'Pink Goddess' - Aechmea 'RaRu' - Aechmea 'Red Goddess' - Aechmea 'Ruby' - Aechmea 'Samurai' | - Aechmea 'Saturn' - Aechmea 'Shogun' - Aechmea 'Silver Goddess' - Aechmea 'Ski Track' - Aechmea 'Skyrocket' - Aechmea 'Snippy Lynn' - Aechmea 'Snow Flake' - Aechmea 'Solid Silver' - Aechmea 'Stripes on Stripes' - Aechmea 'Summerland' - Aechmea 'Sweden' - Aechmea 'Thai Red' - Aechmea 'Tillantini' - Aechmea 'Tropic Torch' - Aechmea 'Very Black' - Aechmea 'Vista' - xAechopsis 'Santa Cruz' - xAnamea 'Pink Scorpion' - xCanmea 'Galaxy' - xCanmea 'Smokey' - xHohenmea 'Betsy McCrory' - xNeomea 'Arla Rutledge' - xNeomea 'Big Rusty' - xNeomea 'Black Snow' - xNeomea 'Eugenia' - xNeomea 'Marnieri' - xNeomea 'Memoria Ralph Davis' - xNeomea 'San Diego' - xNeomea 'Stardust' - xNidumea 'Margaret J' |

## Taxonomía
Aechmea chantinii fue descrita por (Carr.) Baker y publicado en Handbook of the Bromeliaceae 49. 1889.
Etimología
Aechmea: nombre genérico que deriva del griego akme ("punta"), en alusión a los picos rígidos con los que está equipado el cáliz.
chantinii: epíteto
Sinonimia
- Billbergia chantinii Carrière
- Platyaechmea chantinii (Carrière) L.B.Sm. & W.J.Kress

var. chantinii 
- Aechmea amazonica Ule[5]